# Мэй, Энни
Anny May (рус. Э́нни Мэй или Э́нни Мей; настоящее имя А́нна Ю́рьевна Яки́мова; род. 24 мая 1994, Кирово-Чепецк) — российский видеоблогер. Известна как популяризатор молодёжного движения ТБИ («Тебя будут искать»).

## Биография
Родилась в городе Кирово-Чепецк Кировской области. После школы поступила на специалиста по информационной безопасности.
В марте 2017 года Энни Мэй получила премию Nickelodeon Kids’ Choice Award в номинации «Любимая российская интернет-звезда».
Позже, в том же 2017 году, была наставником в телепроекте Hype Camp. 7 октября того же года провела в Центральном детском магазине на Лубянке первый мастер-класс в рамках проекта «ЦДМ-Online» — интерактивной школы видеоблогинга.
В мае 2018 года Анна принимала участие в Общероссийском интернет-марафоне «Круг доверия», организованном Фондом поддержки детей, находящихся в трудной жизненной ситуации и посвящённом Международному дню детского телефона доверия. В августе 2018 была наставником 7-го сезона Международного молодёжного проекта KFC BATTLE. В августе—сентябре 2018 года провайдер сотовой связи Tele2 дарил бесплатный доступ к онлайн-урокам Энни Мэй по созданию и продвижению видеоблога покупателям смартфонов с 4G (акция была озаглавлена Back2School). В том же году вышли интеграции ряда блогеров, в том числе Энни Мэй, с «Алисой», голосовым помощником компании «Яндекс».
С 2008 года состоит в отношениях с Антоном Емакаевым. В 2013 году пара съехалась, в 2019 году — расписалась. 18 февраля 2020 года Энни Мэй родила дочь Амелию. Весь процесс беременности, родов и последующие события блогер фиксировала в своих видео.
Зимой 2020 года Анна переехала из Санкт-Петербурга в Москву.
1 июня 2021 года она на своём YouTube-канале опубликовала видео, где подтверждает, что она беременна 2-й раз. После чего Анна сообщила о произошедшем выкидыше на пятом месяце беременности.

### Канал Anny May
Канал «Anny May» на YouTube был создан в апреле 2016 года и с большой скоростью начал набирать популярность: к концу 2017 года на него уже было подписано 3,5 миллиона человек, по состоянию на октябрь 2022 года — 6,56 миллиона.
Новые видео на канале публикуются несколько раз в неделю.
Темы канала: DIY, лайфхаки, челленджи, розыгрыши, видеоблоги.

Как говорит сама Энни Мэй, она просто рассказывает обо всем, что интересно людям: «Я тестирую еду из Макдоналдса, купаюсь в ванной с искусственным снегом, провожу порой странные и непонятные эксперименты, но всегда наслаждаюсь процессом».
 — «Там очень много такого, о чём я никогда не знала». Что такое школа видеоблогинга и как она работает — CHIPS Journal, 4 декабря 2017

### Канал Anny May Day
29 января 2019 года Энни Мэй создала новый проект — канал на YouTube Anny May Day, на котором выкладывает видео созданные в TikTok. На 6 декабря 2019 года у канала Anny May Day было 437 тыс. подписчиков.
Канал Anny May Day был переименован в Истории Из Жизни, где блогер занимается озвучкой коротких анимаций. На 25 марта 2020 года на канале 507 тыс. подписчиков.
На январь 2022 года канал, судя по многочисленным комментариям, взломали и видео больше не выпускаются.

## Премии и номинации
| Год  | Премия                          | Номинация                          | Результат | Ист.                 |
| ---- | ------------------------------- | ---------------------------------- | --------- | -------------------- |
| 2017 | Nickelodeon Kids’ Choice Awards | Любимая российская интернет-звезда | Победа    | [ 22 ]               |
| 2018 | Glamour Influencers Awards 2018 | #glam_youtube                      | Номинация | [ 23 ] [ 24 ] [ 25 ] |